# Arazan
Arazan é uma cidade pequena e rural do município em Taroudant Província do Suss-Massa-Draa região de Marrocos. No momento do censo de 2004, o município tinha uma população total de 7301 pessoas que vivem em 1139 famílias.